# St. Jakobus der Ältere (Gotzing)

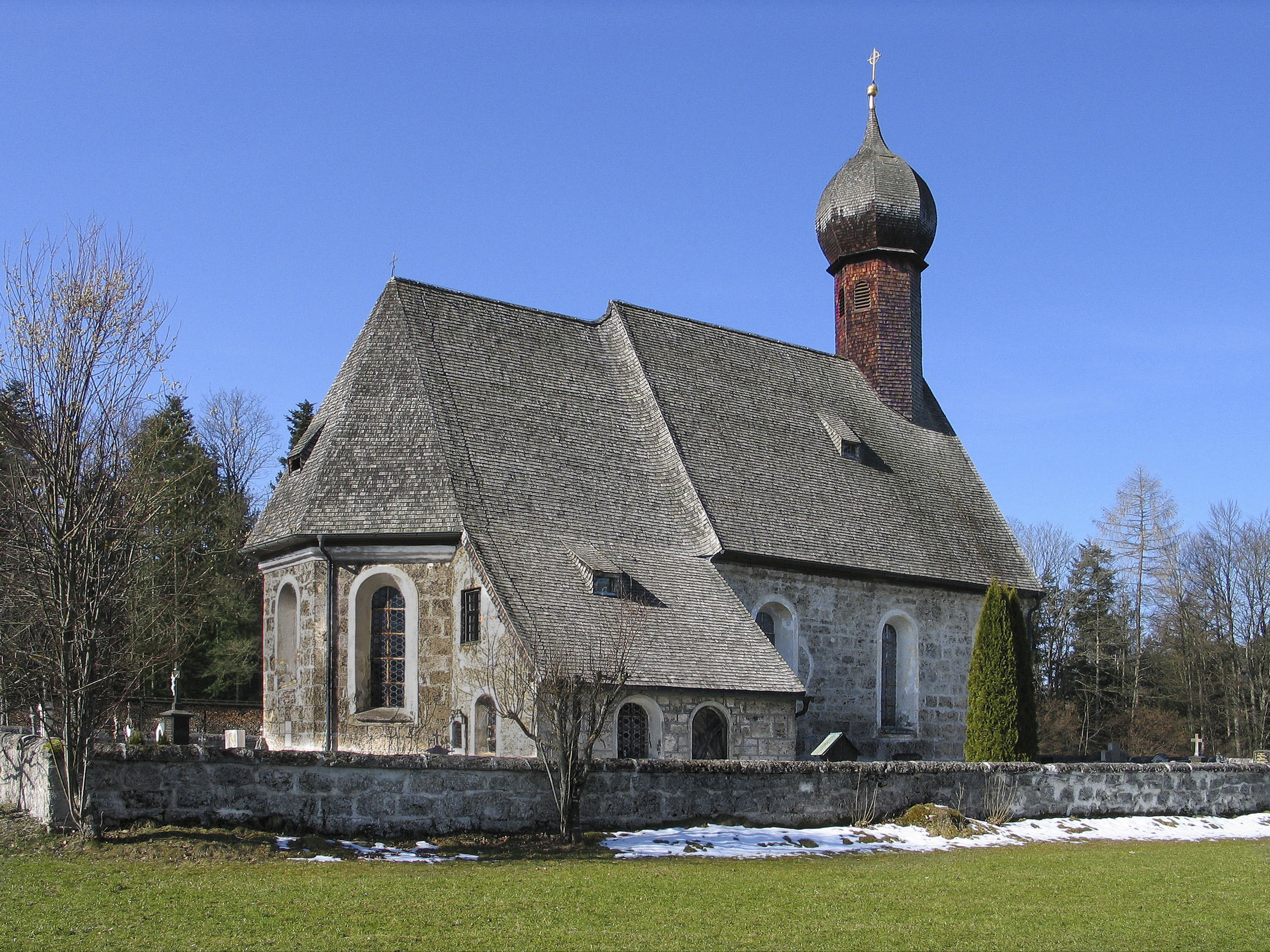
St. Jakobus der Ältere in Gotzing

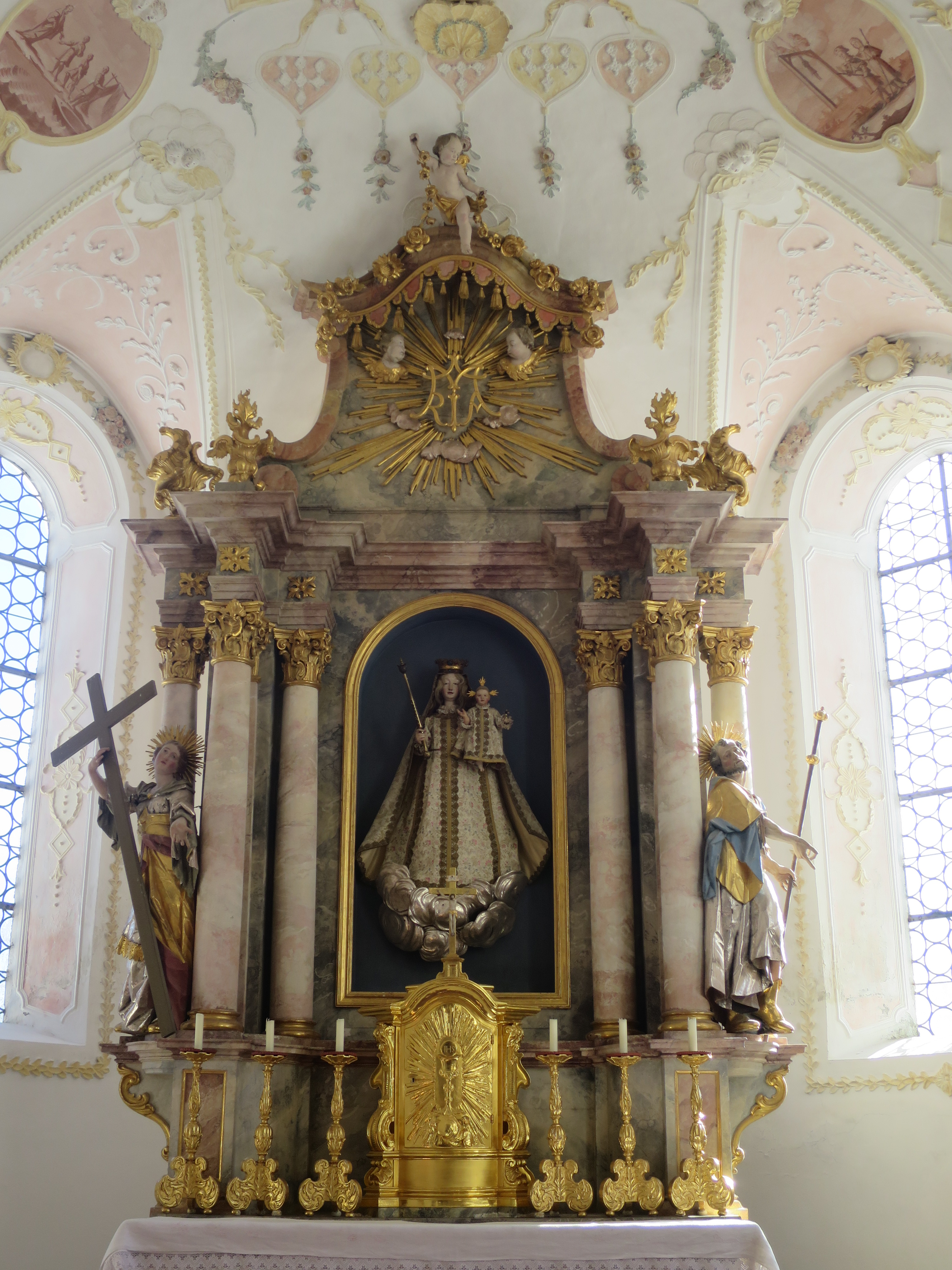
Hochaltar

Die römisch-katholische Filialkirche St. Jakobus der Ältere steht in Gotzing, einem Gemeindeteil von Weyarn im oberbayerischen Landkreis Miesbach. Das Bauwerk ist in der Liste der Baudenkmäler in Weyarn als Baudenkmal unter der Nr. D-1-82-137-36 eingetragen. Die Kirche gehört zum Pfarrverband Weyarn im Dekanat Miesbach des Erzbistums München und Freising.

## Beschreibung
Die spätgotische, mit Schindeln bedeckte Saalkirche aus Quadermauerwerk wurde anstelle eines Vorgängerbaus von 1161 erbaut und 1667 sowie 1761 barock umgestaltet. Sie besteht aus dem Langhaus mit drei Jochen, dem eingezogenen, dreiseitig geschlossenen Chor im Osten, der Sakristei unter dem Schleppdach an der Nordseite des Chors und dem sechseckigen Dachreiter, der sich im Westen aus dem Satteldach des Langhauses erhebt. Er enthält den Glockenstuhl und ist mit einer Zwiebelhaube bedeckt.
Der Innenraum des Chors ist mit einem Stichkappengewölbe überspannt. Der um 1760 gebaute Hochaltar wird Joseph Götsch zugeschrieben. Er wird flankiert von den Skulpturen der heiligen Helena und des Jakobus, des Patrons der Kirche. Der Altarbild gilt als ein Gnadenbild. Dargestellt ist Maria mit Krone und Zepter mit dem Jesusknaben auf dem Arm.